# Cartoonito (Europa Central y Oriental)
Cartoonito es un canal de televisión por suscripción europeo que se centra en programación animada para niños. La señal se transmite en Alemania, Austria, Suiza, Benelux, Rusia y países exsoviéticos, Chequia, Eslovaquia, Hungría y Polonia. La señal se lanzó como bloque el 1 de septiembre de 2022 y fue lanzado como canal el 18 de marzo de 2023, reemplazando a Boomerang

## Historia
Boomerang Europa, Medio Oriente y África (EMEA) se lanzó en diciembre de 2005. El 12 de octubre de 2011, se dividió en dos canales diferentes: Boomerang Europa Central y Oriental (CEE) para Europa Central y Oriental, y Boomerang EMEA con cobertura en Holanda, la región belga de Flanses, Chipre, Chequia, Grecia, Medio Oriente, África, y Portugal. La señal CEE poseía cuatro pistas de audio en inglés, rumano, húngaro y polaco. El 12 de junio de 2012, comenzó a distribuirse en Rusia y expaíses soviéticos después de agregarse una pista de audio en ruso al canal. 
Entre noviembre de 2014 y febrero de 2015, Boomerang CEE reemplazó a Boomerang EMEA en Holanda y la región de Flandes de Bélgica, y fue reemplazado por una señal localizada en holandés entre el 2 de febrero de 2015 y 2017. Desde 2017, la señal CEE volvió a estar disponible en Países Bajos y Bélgica.
El 4 de abril de 2018, Boomerang CEE cambió de relación de aspecto de 4:3 a 16:9. 
El 1 de octubre de 2018, tras el cierre de Boomerang Alemania, Boomerang CEE entró en su reemplazo en Alemania, Austria y Suiza como una subseñal que emite comerciales alemanes y no posee íconos rusos de clasificación de edades en su transmisión, por lo que difiere del canal principal.
El 9 de marzo de 2022, debido al conflicto bélico entre Rusia y Ucrania, Boomerang fue cerrado en Rusia. El resto de países que comparten esta señal no fueron afectados pero además de que Boomerang fuera cerrado, Cartoon Network también cerro ese dia. 
El día 1 de enero de 2023, se anuncia que Boomerang se convertiría en Cartoonito, hecho que se concretaría el día 18 de marzo de 2023.

## Como bloque
Cartoonito era un bloque de programación dirigido a preescolares. Transmitió mañanas entre semana y tardes tempranas antes de que la marca Cartoonito fuera eliminada por completo en 2014, cuando Cartoonito se fusionó con el horario de Boomerang. 

## Logos

2005-2015
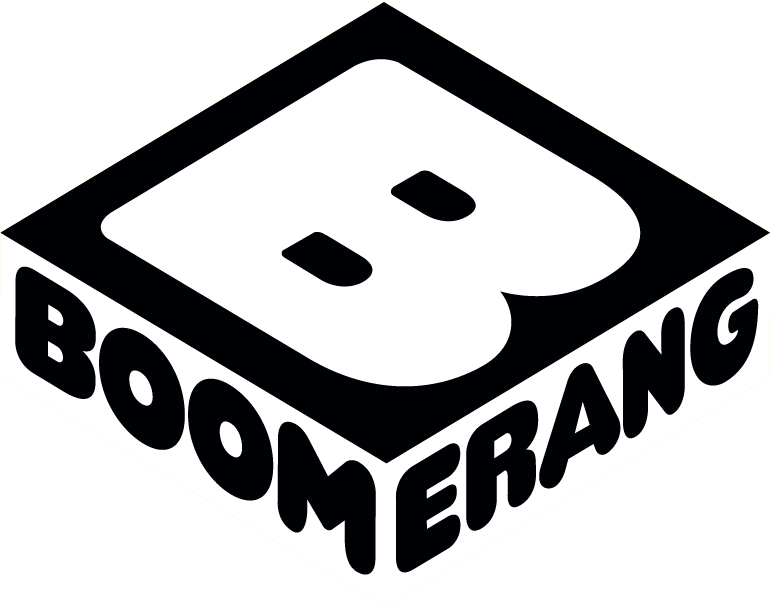
2014-2023
2023-presente